# Yasuaki Oshima
Yasuaki Oshima (født 1. september 1981) er en tidligere japansk fodboldspiller.
Han har spillet for flere forskellige klubber i sin karriere, herunder Tokushima Vortis og Giravanz Kitakyushu.